# Marele Premiu al Rusiei din 2019
Marele Premiu al Rusiei din 2019 (cunoscut oficial ca Formula 1 VTB Russian Grand Prix 2019) a fost o cursă auto de Formula 1 ce s-a desfășurat pe 29 septembrie 2019 pe Autodromul Soci din Soci, Rusia. Cursa a fost cea de-a șaisprezecea etapă a Campionatului Mondial de Formula 1 din 2019, fiind pentru a opta oară când s-a desfășurat o etapă de Formula 1 în Rusia.

## Pneuri

### Pneurile programate de Pirelli pentru cursă
| Numele compusului | Culoare | Culoare | Condițiile meteo | Aderență | Durabilitate |
| ----------------- | ------- | ------- | ---------------- | -------- | ------------ |
| Dur C2            | H       |         | Uscat            | Mică     | Mare         |
| Mediu C3          | M       |         | Uscat            | Medie    | Medie        |
| Moale C4          | S       |         | Uscat            | Mare     | Mică         |
| Intermediar       | I       |         | Ploaie ușoară    |          |              |
| Ploaie            | W       |         | Ploaie           |          |              |

### Cele mai folosite pneuri
| Numele compusului | Culoare | Culoare | Numărul de tururi | Condițiile meteo |
| ----------------- | ------- | ------- | ----------------- | ---------------- |
| Moale C4          | S       |         | 45 (Leclerc)      | Uscat            |
| Mediu C3          | M       |         | 33 (Norris)       | Uscat            |
| Dur C2            | H       |         | 27 (Kveat)        | Uscat            |

## Calificări
Calificările au avut loc pe 28 septembrie 2019, începând cu ora locală 15:00 (MSK), ora 15:00 EEST.
| Poz.                  | Nr. | Pilot              | Constructor               | Timpi calificări | Timpi calificări | Timpi calificări | Grila finală |
| Poz.                  | Nr. | Pilot              | Constructor               | Q1               | Q2               | Q3               | Grila finală |
| --------------------- | --- | ------------------ | ------------------------- | ---------------- | ---------------- | ---------------- | ------------ |
| 1                     | 16  | Charles Leclerc    | Ferrari                   | 1:33,613         | 1:32,434         | 1:31,628         | 1            |
| 2                     | 44  | Lewis Hamilton     | Mercedes                  | 1:33,230         | 1:33,134         | 1:32,030         | 2            |
| 3                     | 5   | Sebastian Vettel   | Ferrari                   | 1:33,032         | 1:32,536         | 1:32,053         | 3            |
| 4                     | 33  | Max Verstappen     | Red Bull Racing-Honda     | 1:33,368         | 1:32,634         | 1:32,310         | 9            |
| 5                     | 77  | Valtteri Bottas    | Mercedes                  | 1:33,413         | 1:33,281         | 1:32,632         | 4            |
| 6                     | 55  | Carlos Sainz Jr.   | McLaren-Renault           | 1:34,184         | 1:33,807         | 1:33,222         | 5            |
| 7                     | 27  | Nico Hülkenberg    | Renault                   | 1:34,236         | 1:33,898         | 1:33,289         | 6            |
| 8                     | 4   | Lando Norris       | McLaren-Renault           | 1:34,201         | 1:33,725         | 1:33,301         | 7            |
| 9                     | 8   | Romain Grosjean    | Haas-Ferrari              | 1:34,283         | 1:33,643         | 1:33,517         | 8            |
| 10                    | 3   | Daniel Ricciardo   | Renault                   | 1:34,138         | 1:33,862         | 1:33,661         | 10           |
| 11                    | 10  | Pierre Gasly       | Scuderia Toro Rosso-Honda | 1:34,456         | 1:33,950         | N/A              | 16           |
| 12                    | 11  | Sergio Pérez       | Racing Point-BWT Mercedes | 1:34,336         | 1:33,958         | N/A              | 11           |
| 13                    | 99  | Antonio Giovinazzi | Alfa Romeo Racing-Ferrari | 1:34,755         | 1:34,037         | N/A              | 12           |
| 14                    | 20  | Kevin Magnussen    | Haas-Ferrari              | 1:33,889         | 1:34,082         | N/A              | 13           |
| 15                    | 18  | Lance Stroll       | Racing Point-BWT Mercedes | 1:34,287         | 1:34,233         | N/A              | 14           |
| 16                    | 7   | Kimi Räikkönen     | Alfa Romeo Racing-Ferrari | 1:34,840         | N/A              | N/A              | 15           |
| 17                    | 63  | George Russell     | Williams-Mercedes         | 1:35,356         | N/A              | N/A              | 17           |
| 18                    | 88  | Robert Kubica      | Williams-Mercedes         | 1:36,474         | N/A              | N/A              | 18           |
| 19                    | 23  | Alexander Albon    | Red Bull Racing-Honda     | 1:40,867         | N/A              | N/A              | 20           |
| Regula 107%: 1:39,544 |     |                    |                           |                  |                  |                  |              |
| —                     | 26  | Daniil Kveat       | Scuderia Toro Rosso-Honda | Fără timp        | N/A              | N/A              | 19           |
| Sursa:                |     |                    |                           |                  |                  |                  |              |

Note

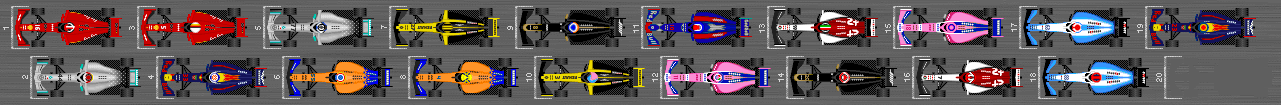
Grila de start.

- ^1 – Verstappen și Gasly au primit fiecare câte o penalizare de 5 secunde pe grila de start pentru folosirea elementelor adiționale ale unității de putere.
- ^2 – Kveat și Kubica trebuie să pornească din spatele grilei de start pentru schimbarea elementelor multiple ale unității de putere.
- ^3 – Kveat concurează la discreția comisarilor de cursă pentru eșuarea stabilirii unui timp în calificări.
- ^4 – Albon penalizat cu 5 secunde pentru schimbarea neprogramată a cutiei de viteze, 15 locuri pentru folosirea elementelor adiționale ale unității de putere, și trebuie să pornească de pe linia boxelor pentru schimbarea podelei sub o altă specificație față de cea din Parc Ferme.

## Cursa
Cursa a avut loc pe 29 septembrie 2019, începând cu ora locală 14:00 (MSK), ora 14:00 EEST, și a durat 53 de tururi.
| Poz.                                            | Nr. | Pilot              | Constructor               | Tururi | Timp/Retras              | Puncte |
| ----------------------------------------------- | --- | ------------------ | ------------------------- | ------ | ------------------------ | ------ |
| 1                                               | 44  | Lewis Hamilton     | Mercedes                  | 53     | 1:33:38,992              | 25+1   |
| 2                                               | 77  | Valtteri Bottas    | Mercedes                  | 53     | +3,829s                  | 18     |
| 3                                               | 16  | Charles Leclerc    | Ferrari                   | 53     | +5,212s                  | 15     |
| 4                                               | 33  | Max Verstappen     | Red Bull Racing-Honda     | 53     | +14,210s                 | 12     |
| 5                                               | 23  | Alexander Albon    | Red Bull Racing-Honda     | 53     | +38,348s                 | 10     |
| 6                                               | 55  | Carlos Sainz Jr.   | McLaren-Renault           | 53     | +45,889s                 | 8      |
| 7                                               | 11  | Sergio Pérez       | Racing Point-BWT Mercedes | 53     | +48,728s                 | 6      |
| 8                                               | 4   | Lando Norris       | McLaren-Renault           | 53     | +57,749s                 | 4      |
| 9                                               | 20  | Kevin Magnussen    | Haas-Ferrari              | 53     | +58,779s                 | 2      |
| 10                                              | 27  | Nico Hülkenberg    | Renault                   | 53     | +59,841s                 | 1      |
| 11                                              | 18  | Lance Stroll       | Racing Point-BWT Mercedes | 53     | +60,821s                 |        |
| 12                                              | 26  | Daniil Kveat       | Scuderia Toro Rosso-Honda | 53     | +62,496s                 |        |
| 13                                              | 7   | Kimi Räikkönen     | Alfa Romeo Racing-Ferrari | 53     | +68,910s                 |        |
| 14                                              | 10  | Pierre Gasly       | Scuderia Toro Rosso-Honda | 53     | +70,076s                 |        |
| 15                                              | 99  | Antonio Giovinazzi | Alfa Romeo Racing-Ferrari | 53     | +73,346s                 |        |
| Ab                                              | 88  | Robert Kubica      | Williams-Mercedes         | 28     | Abandon                  |        |
| Ab                                              | 63  | George Russell     | Williams-Mercedes         | 27     | Accident                 |        |
| Ab                                              | 5   | Sebastian Vettel   | Ferrari                   | 26     | Pierdere de putere/MGU-K |        |
| Ab                                              | 3   | Daniel Ricciardo   | Renault                   | 24     | Accident                 |        |
| Ab                                              | 8   | Romain Grosjean    | Haas-Ferrari              | 0      | Accident                 |        |
| Lewis Hamilton (Mercedes) – 1:35,761 (turul 51) |     |                    |                           |        |                          |        |
| Sursa:                                          |     |                    |                           |        |                          |        |

| Loc    | 1  | 2  | 3  | 4  | 5  | 6 | 7 | 8 | 9 | 10 | CMRT |
| Puncte | 25 | 18 | 15 | 12 | 10 | 8 | 6 | 4 | 2 | 1  | 1    |

Note

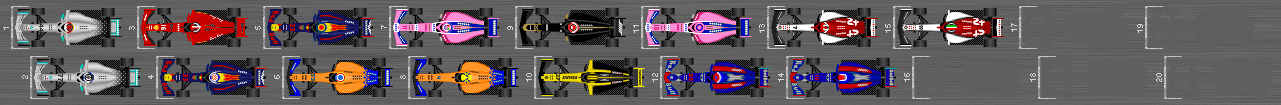
Clasamentul final.

- ^5 – Magnussen a primit o penalizare de 5 secunde pentru părăsirea pistei si obținerea un avantaj.

## Clasamentele campionatelor după cursă
|  | Poz. | Pilot            | Puncte |
|  | ---- | ---------------- | ------ |
|  | 1    | Lewis Hamilton   | 322    |
|  | 2    | Valtteri Bottas  | 249    |
|  | 3    | Charles Leclerc  | 215    |
|  | 4    | Max Verstappen   | 212    |
|  | 5    | Sebastian Vettel | 194    |

|  | Poz. | Constructor           | Puncte |
|  | ---- | --------------------- | ------ |
|  | 1    | Mercedes              | 571    |
|  | 2    | Ferrari               | 409    |
|  | 3    | Red Bull Racing-Honda | 311    |
|  | 4    | McLaren-Renault       | 101    |
|  | 5    | Renault               | 68     |

- Notă: În ambele clasamente sunt prezentate doar primele cinci locuri.